# Hägerstensåsen
Hägerstensåsen är en stadsdel i Söderort inom Stockholms kommun. Stadsdelen gränsar till Hägersten, Midsommarkransen, Västberga, Solberga, och Västertorp. Stadsdelen är belägen på en ås, stora delar av området ligger mer än 50 meter över havet, den högsta punkten ligger vid Bokbindarvägen, 67 meter över havet.

## Historia
Området tillhörde tidigare dels Västberga gård, dels Hägerstens gård. Ända fram till 1930-talet var området obebyggt. Det mesta av marken ägdes av företaget Olsson & Rosenlund. År 1937 kontaktade företaget kommunen och bad att en stadsplan skulle tas fram för deras område, företaget ägde marken norr om nuvarande Sedelvägen. Stadsplanekontoret tog fram en sådan, och enligt den skulle området bestå av smalhus och ett mindre antal villor. Ett antal hus uppfördes också, men på grund av andra världskriget var utbyggnadstakten låg. 
Stadsplanen ändrades 1943. Efter förslag från arkitektkontoret Ancker-Gate-Lindegren ville man pröva nya stadsbyggnadsidéer som hämtats från utlandet. Istället för att som i andra stadsdelar sprida ut alla affärer ville man samla dem på ett enda ställe, vid nuvarande Riksdalertorget. Dessutom ville man ha gemensamma samlingslokaler i centrum. Gatorna och kvarteren fick namn med anknytning till ekonomi.
Byggandet satte ny fart 1947–1948. I centrum byggdes som ett utropstecken ett höghus på nio våningar efter ritningar av Ancker-Gate-Lindegren. Här uppfördes även Hägerstensåsens postkontor, ritat av arkitekt Erik Lallerstedt. Först 29 september 1957 kunde Hägerstensåsens medborgarhus invigas, arkitekt Bengt Gate på Ancker-Gate-Lindegren. Den södra delen av stadsdelen bebyggdes i slutet av 1940-talet med lamellhus. År 1948 tillkom Hägerstensåsens skola som ritades av Sveriges främste skolarkitekt, Paul Hedqvist.
Under 1990-talet renoverade man eller byggde om många hus. Nya hus uppfördes vid Riksdalertorget och ett nytt butikshus kunde invigas 1995. Dessutom har man byggt nya hus över tunnelbanespåren. 
Stadsdelen Hägerstensåsen bildades 1 februari 1948, innan dess låg området i stadsdelarna Västberga och Hägersten. Mellan 18 november 1945 och 5 april 1964 gick spårvägslinje 17 hit, därefter kom tunnelbanan (se Hägerstensåsens tunnelbanestation).

## Bilder

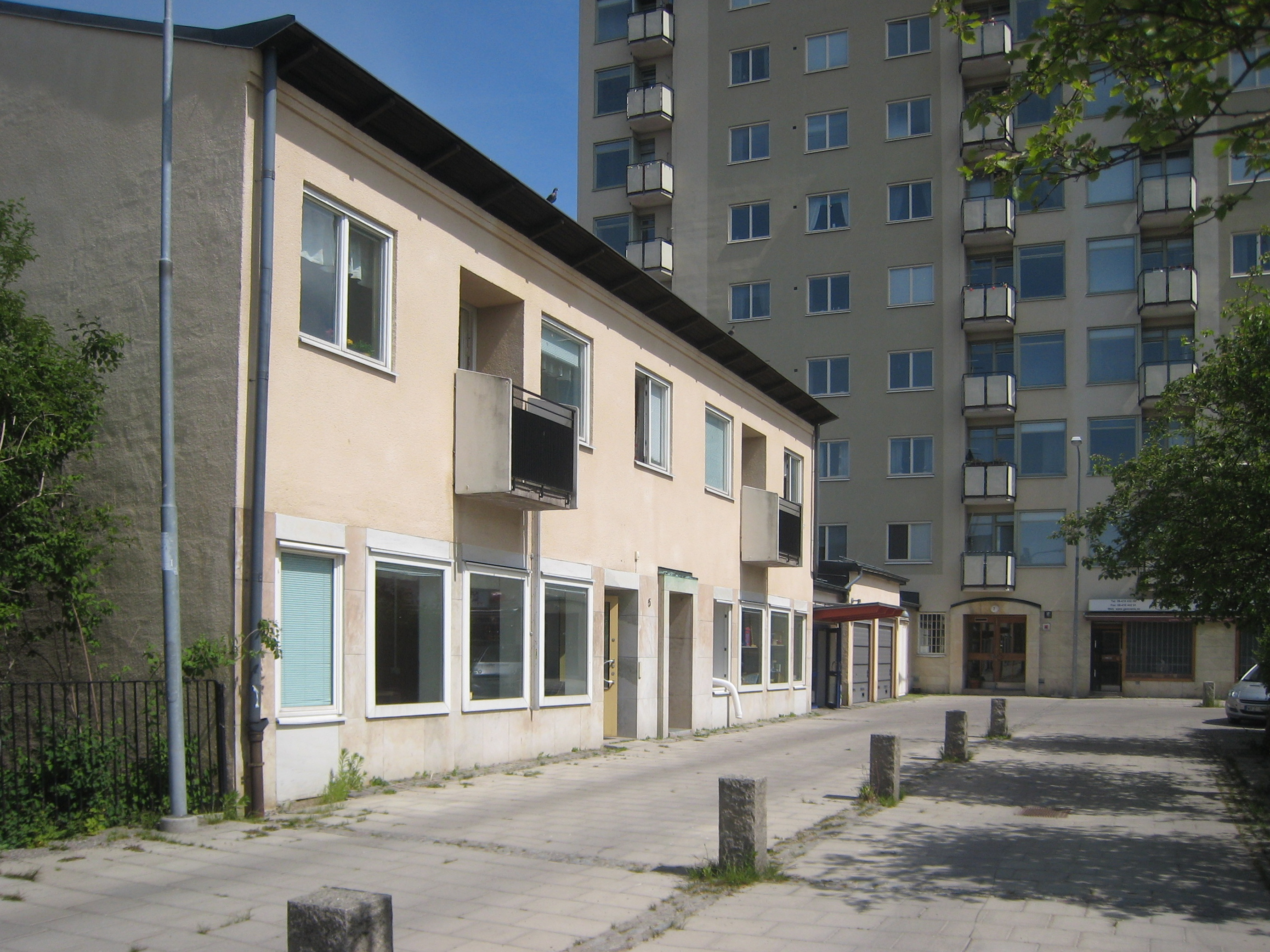
Bebyggelse vid Riksdalertorget.
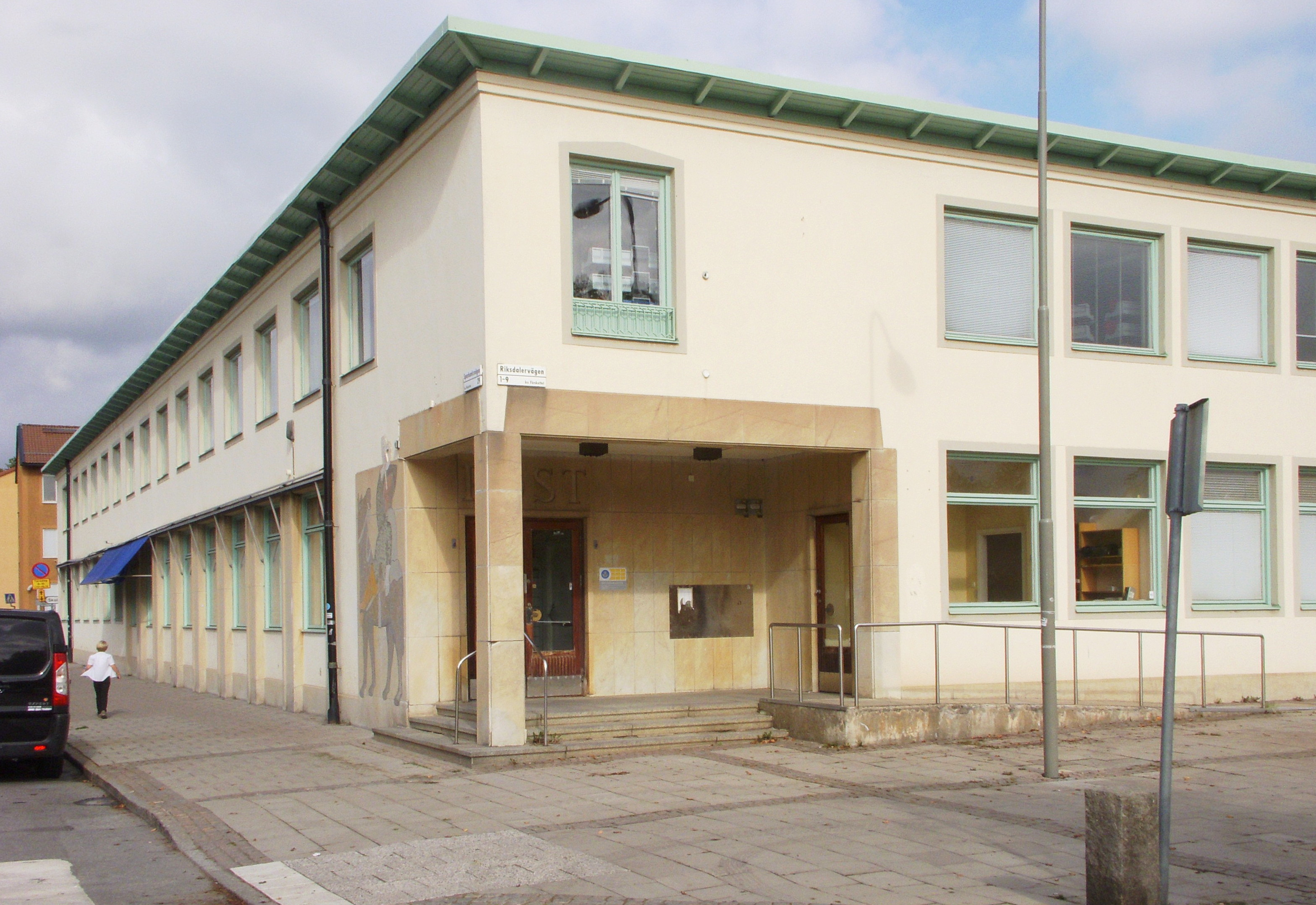
Hägerstensåsens postkontor.
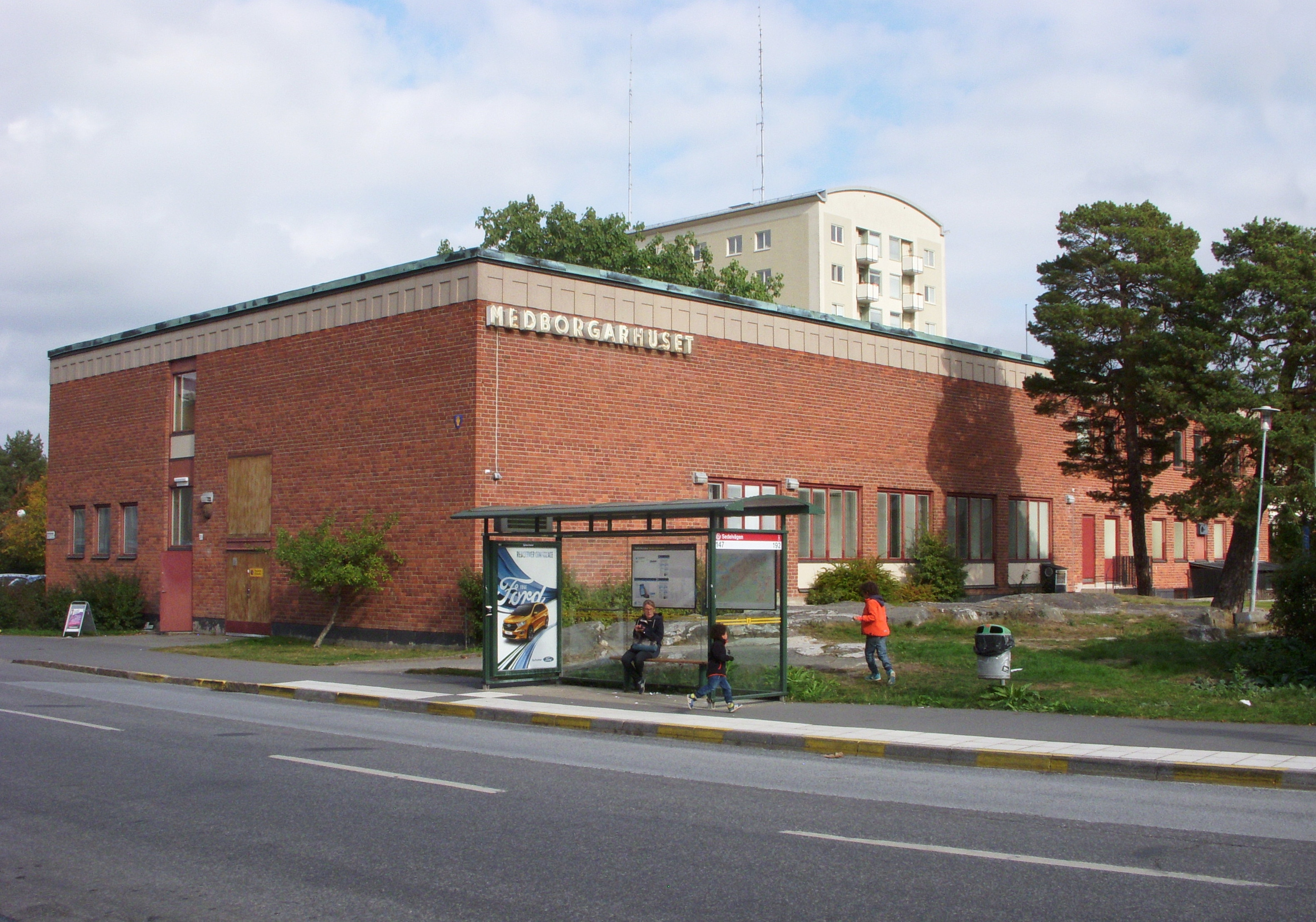
Hägerstensåsens medborgarhus.
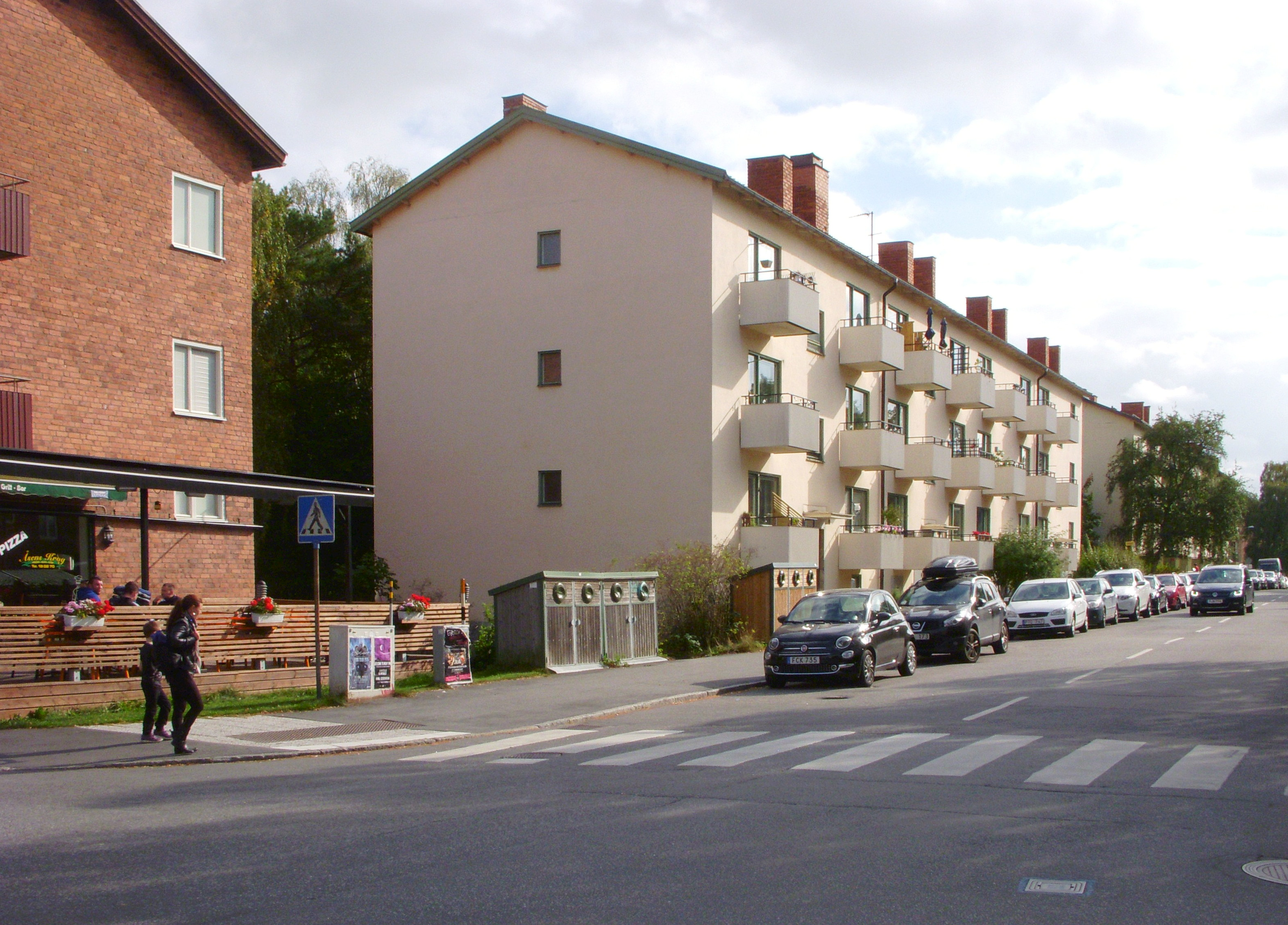
Bebyggelse längs Sparbanksvägen.
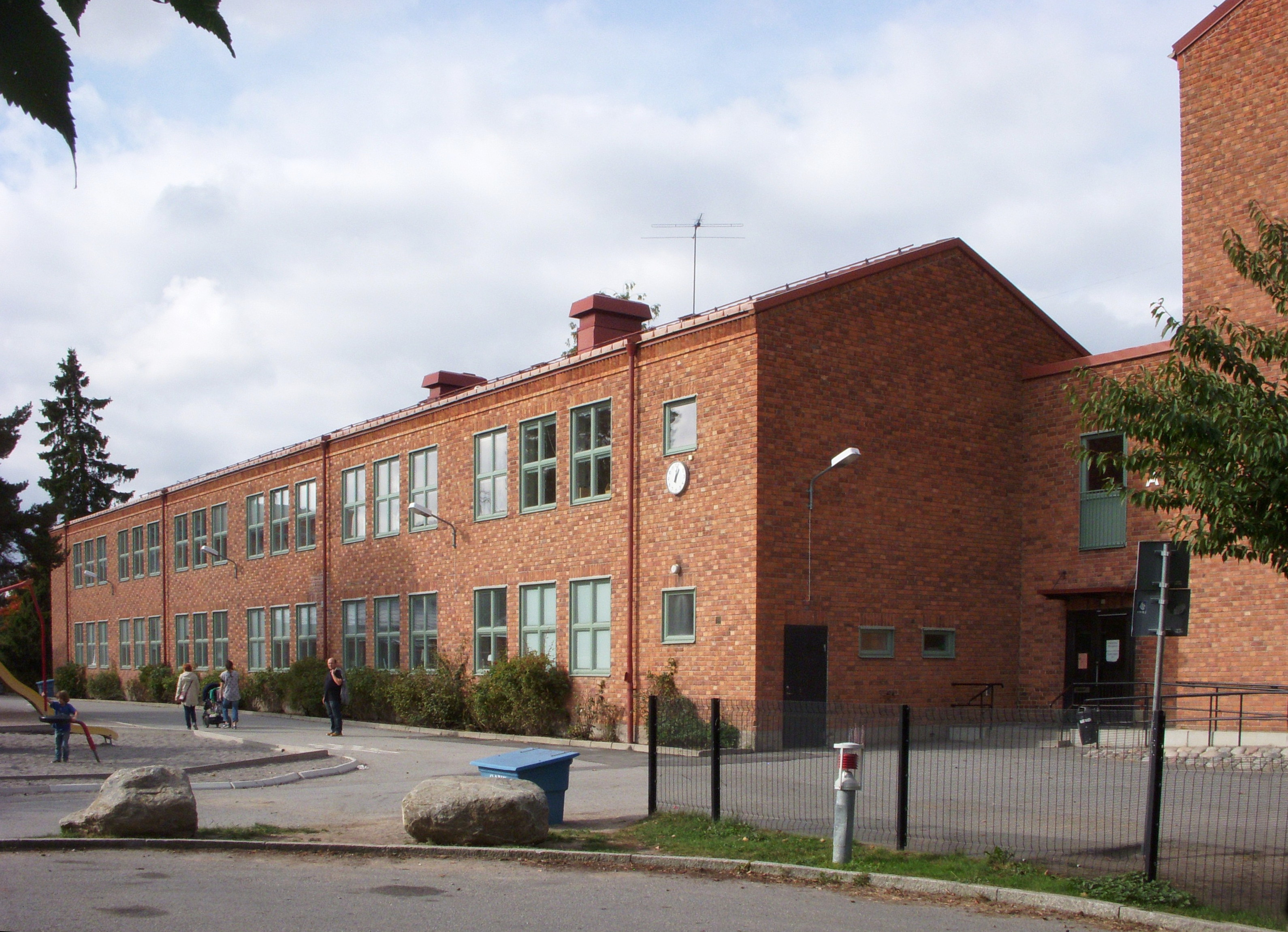
Hägerstensåsens skola.

## Tunnelbanestationen
Station Hägerstensåsen invigdes 1965 och trafikeras av T-bana 2 (röda linjen). Den ligger mellan stationerna Telefonplan och Västertorp. Avståndet från station Slussen är 6,7 kilometer.

## Demografi
År 2022 hade stadsdelen cirka 8 100 invånare, varav cirka 32,8 procent med utländsk bakgrund. Det beräknas vara cirka 970 invånare (cirka 12 procent) med grekisk bakgrund.[källa behövs]